# リアルマネートレーディング
リアルマネートレーディング（英語: Real Money Trading、リアルマネートレード（英語: Real Money Trade）とも。以下RMT）とは、オンラインゲームやスマホアプリのアカウント、キャラクター、アイテム、ゲーム内仮想通貨などを、現実の通貨（リアルマネー：法定通貨）で売買する経済行為を指す。
擬似的な経済システムが成立するMMORPGやMORPG、レアアイテムをプレイヤー間で取引できるソーシャルゲームなどで行われているが、2022年現在､日本国産のほとんどのオンラインゲームではアカウントの売買・譲渡、RMTは利用規約で禁止されている。

## 概要
RMTは現実世界としての現金や電子マネーと、ゲーム内におけるバーチャルな仮想通貨などと交換することを指す。RMTが販売業者により流通する背景としては、現実と同じく経済格差・経済力を背景として、他者より上位である状況を生み出せる場合やプレイ時間を節約しつつ、ゲーム内で一定の能力を保持したいという、ユーザーの強い欲が土壌となっている。時間と金をかけなければゲームでの能力の成長、より良いアイテムやレアアイテムの入手が難しいゲームでは特にこの傾向が強い。
このRMTを基本設計に盛り込んでいるゲームと、そうでないゲームが存在する。RMTを基本設計に入れていないゲームにおいては、不正対策へのコスト増加、プレイヤー数減少といったデメリットが顕著になり、ゲーム運営企業の収益低下リスクとなるため、利用規約でRMTへの関与は全面的に禁止されている。他方、事例としては海外で運営されている『エントロピア・ユニバース(en:Entropia Universe)』、『Second Life』、『エバークエスト2』、『ディアブロ3』ではRMT行為が活発に行われる事を前提としたゲームの設計がなされており、RMTはゲームと事実上不可分のものとなっている。（なお、『ディアブロ3』においては利用者間でRMTができる仕組みを公式に提供していたが2014年3月18日に全てのRMTシステムが閉鎖され、全ての公式RMTが廃止される事態となった。）
本来、RMTは「ゲーム内アイテム」、「ゲーム内のお金」をリアルマネーで取引することが前提であったが、近年ではゲーム運営会社の対応が厳しくなったこともあり、アカウントごとの取引やゲームに入力することでアイテムが利用可能になるシリアルコード等が売買されていることもあり、これらもRMTの一環に含まれる。
また、日本においては基本プレイ無料のアイテム課金方式が優勢になるに従い、くじ方式(所謂ガチャ)で提供されるレアアイテムがRMTで取引されることが増加した。アイテム次第ではあるが数万円以上の金額で取引される場合も発生し、一種のギャンブルに該当するのではないかと議論を呼んでいる

## 歴史
RMTの存在自体はオンラインゲームが登場した黎明期とほぼ同時に発生している。当初のゲームはほぼ例外なくゲーム内のアイテム等を入手するために膨大な手間が掛かるような仕組みであり、それをリアルマネーで解決したいと考えたプレイヤー、アイテムの現金化を行いたいと考えたプレイヤー相互の考えがマッチしたことから自然に発生した。登場当初はRMT業者も存在せず、プレイヤー同士でのやり取りの範疇であるためゲーム運営会社からも大きな問題とは見られていなかった。
2000年代に入り、オンラインゲームが普及期を迎えるとRMTを専門に商うRMT業者が登場。その業者へアイテムを売ることを前提としたり、BOT等を用いて資金の獲得を目論むプレイヤーが発生した。また、ゲームマスターが不正にゲームマネーを増殖し、ユーザーに転売を行う事件（ガンホー・オンライン・エンターテイメント#職員による不正アクセス事件を参照）も発生している。
それまでゲーム運営会社はRMTに対しては利用規約違反として定めるも、目立った問題が発生しない限り積極的な介入を行っていなかった。しかしながら本事件が発生して以降、各ゲーム会社はRMTに対しての厳しい対応を行う形へと方針転換が行われ、現状に至っている。
韓国では1人あたり年間2400万ウォンまでのRMTが合法とされている上に、RMT関連企業（日本では「業者」とネガティブなニュアンスで呼ばれる事が多い）の株式上場も2000年代から認められているし、欧州地域でも統一的な規制は行われておらず、ドイツのフランクフルト証券取引所を運営するドイツ取引所はオンラインゲームの通貨やアイテムの取り扱いを認めている。ただし、ゲーム個別の規約に抵触するか否かはまた別の問題である。

## 流通手段
流通には大きく分けて個人売買と業者売買の2種類が存在する。
個人売買についてはRMT取引サイト/取引掲示板などで売買の希望を出し、希望者同士で取引を行う個人取引となる。中にはエスクローサービスを提供している掲示板も存在し、様々なタイトルでの取引が行われている。オンラインゲームの登場とほぼ同時に登場したことから歴史は非常に古い。
業者売買については主に2000年代に発達した手法で、RMTを専門に行うRMT業者と取引を行う方法である。ゲーム内通貨の流通を担うRMT業者は一定の方法で仮想通貨を取得し、それらを商品として販売する。購入者は通販同様にWebサイトで商品を注文し、電子決済や銀行振り込みなどで代金を支払い後、仮想通貨を受け取る。家庭用ゲームソフトと同様に、一般ユーザーからの買取、販売を行う業者もあれば、サイバー犯罪により違法に商品を取得する業者もある。当初は海外の業者が主であったが現在では日本で誕生したRMT専門の業者も存在する。
その一連の過程は物品の移動などを伴わず、目に見えないため非常に不透明である。

## 法解釈を巡る論争・RMTの是非について
公法上の違法性について
日本においては世論的にマイナスのイメージが強いが、RMTそのものを取り締まる法律は存在しない。過去の摘発事例は不正な手段でゲームの通貨やアイテムなどを得たケースに限られている。しかしゲームの規約上は禁止されている事が圧倒的に多く、適切な行為とは認められていない状況にある。
オンラインゲームが盛んな大韓民国では、RMTを包括的に禁止する「ゲーム産業振興に関する法律」を2006年に制定した。企業が組織的にRMTを行う事は違法だが、個人間のRMTは合法と認める判決が2007年に下されており、個人間のRMTの仲介業も黙認状態にある。韓国のRMTの市場規模は2019年時点で年間600億円とされる。
アメリカ合衆国ではゲーム内の仮想通貨もユーザーの資産と認め、取引に対する課税が検討されている。
RMTを完全に禁止している国は2021年時点でほとんど無いが、オランダは例外的に極めて厳しい規制を敷いており、RMTどころかゲーム上でのトレードすら違法となるケースが多い。これはオランダのギャンブル規制法が「無料の(お金ではなく時間を投じる)ギャンブル」も含むなど適用範囲が非常に広い事が理由。例えば、モンスターを倒して手に入れたレアアイテムがRMT市場で金銭的価値を認められていれば、そのアイテムは「ギャンブルの利益」と看做される。このためアイテムトレードに限らずほとんどのトレードが違法となっている。オランダから海外のゲームを遊ぶ場合も同様。
私法上の権利の性質について
ユーザーのデータに対する権利を物権（所有権）とする主張と、債権（利用権）とする主張がある。運営会社との契約は、前者の場合売買契約となり、後者の場合役務提供契約となる。いずれの場合も広義の資産にあたり、ユーザーは何らかの権利を有する。社団法人日本オンラインゲーム協会が定めたオンラインゲームに纏わるガイドラインでは「データ自体の所有権につきましてはお客様にはございません。」としており、経済産業省は「電子商取引及び情報財取引等に関する準則[6]」において「法律用語としての「所有権」とは、物に対する権利であり、有体物（動産、不動産）についてのみ認められる権利である（民法第２０６条、同法第８５条）。したがって、オンラインゲームにおけるアイテムはゲーム上の情報にすぎず、有体物ではないため、アイテムについてユーザーの所有権が認められることはない。 」としている。これらは後者の主張に沿ったものとなる。物権の譲渡、債権の譲渡ともに一般原則としては自由である（債権の譲渡については債務者への通知が必要）が、債権については特約により譲渡を禁止することができる。日本国内においてオンラインゲームの運営会社は、ほとんどの場合規約によりこれを禁止しているため、私的独占の禁止及び公正取引の確保に関する法律、消費者契約法等に照らし、この特約（及びそれに基づくアカウント停止等の措置）が有効であるか否かが主要な論点となる。
RMTが適法とする側の主張
- 「RMTの行為そのものを取締る法律そのものが存在しない」ために適法である。
- データの所有権(アクセス権)はユーザー側の資産であり、資産の売買は適法である。

RMTが違法とする側の主張
- 信用毀損罪・業務妨害罪に抵触する。RMT業者からゲーム内通貨等を購入することで、ゲーム運営企業の課金アイテム購入が不要となり、ゲーム運営企業のビジネスモデルを破壊する。
- 著作権侵害に抵触する。ゲームデータはゲーム運営企業の著作物であり、RMTは他者の著作物を利用して利益をかすめ取りゲーム運営企業に損害を与える行為に該当するため。
- ネットゲームにおけるデータの所有権は運営会社のものであり、アクセス権も本人に限定して提供されているものであり譲渡を含め売買は禁止行為に該当する。

RMTの是非を巡る論争では仮想通貨やゲーム内アイテムを含めた「ユーザーの権利」がどこまで保証されるかという点が争点になりやすい。前述されている権利関係はもちろんではあるが､ゲーム内アイテムや仮想通貨をユーザーの資産(権利)として認めた場合、ゲーム運営会社の判断でユーザーの資産取引に制限を加えてしまうと私的独占の禁止及び公正取引の確保に関する法律の不当な取引制限に該当する恐れが発生する。逆にユーザーには一切の権利を認めないとした場合、消費者契約法に基づく消費者の利益を一方的に害する条項に該当する恐れが発生し、どこまで認められてどこから認められないのかは現在の国内法の観点からは非常に難しい問題となる。現実問題として、アカウントを登録する際の利用規約によってRMTを禁止していることを告知し、規約違反者に対して個別で対応を行うといった範囲の対応に留まっているのが実情である。

## 公式RMTと呼ばれる行為について
ゲームのタイトルによってはリアルマネーによって消費アイテム等を購入、ゲーム内で販売(主にプレイヤー間)することによってゲーム内通貨やアイテムを入手することが可能になっていることがある。中には非常に換金性の高いアイテムを販売したりくじ(ガチャ)で提供し、ゲーム内で売買が行われることを前提とした運営が行われていることもある。（ファンタシースターオンライン2に至っては公式のアンケートで課金の目的の中にゲーム内通貨を入手するためと記載された選択肢が存在する。）これらは運営会社の想定の範疇であり、買い手側に残るのは所詮ゲーム内アイテムであることから違法性は無く、また通貨やアイテムの流通量も運営によってコントロールされていることから一般的なリアルマネートレードとは大きく区別される。公式RMTが認められるか否かは運営の判断、メーカーの方針によって大きく異なっており、課金アイテムは全てユーザー間取引が不可になるタイトルや逆に全てのアイテムが取引可能に設定されたり、装備品の取引は不可だが消耗品のみ取引が可能、もしくはプレゼント機能のみ存在したりと様々な方式が存在する。
また、ゲーム内で手に入れたアイテムを現金や現金相当のポイントでトレード可能なゲームもある(日本ではメイプルストーリーが一例)。その際にゲーム運営会社へ10%程度の手数料を支払う仕組みが一般的だ。このようなシステムは日本では批判的に受け止められ易く、導入しているゲームは少ないが、Pay to Winのゲームが広く受け入れられている欧米諸国では珍しくない収益構造である。しかし最初からユーザー間RMT前提のゲームバランスにしていたDiablo3は多くのユーザーの不評を買い、公式RMTシステムそのものが廃止に追い込まれた。

## その他の問題点
ゲーム内通貨やアイテムを取得する過程での諸問題
ゲーム運営企業のサーバ群で不正稼動するBOTの大量発生、サーバダウン・ラグの発生、ゲーム内経済のバランス崩壊のほか、一般ユーザーのアカウント窃盗を目的としたコンピュータウィルス、不正アクセスなどのサイバー犯罪の増加、不正行為への対策コストに反比例するサービス低下（新規コンテンツ開発の減少、顧客サポート機能低下など）がある。
これらが直接的な原因となり、不満の蓄積したユーザー層が離散することにより、運営企業の収益低下リスクとなる。そのため、利用規約でRMTが禁止されているゲームにおいてRMTを利用することは、結果として運営企業に不要な負荷を強いることとなり、ゲームの魅力をユーザが自ら破壊する行為となる。
チートによる詐欺や著作権侵害などの犯罪に結びつきやすく、暴力団などの反社会的勢力の資金洗浄に利用されている可能性があると指摘されているが、資金洗浄として利用するには換金性や確実性が低すぎること、換金性の高い仮想通貨をわざわざゲームマネーに変換してまで洗浄を行う意味があるのかどうかという意見もあり実際は不透明である。中国系のゴールドファーマー（オンライン出稼ぎ労働者）が取得した日本円の海外流出を危惧する声もある。市場規模は2008年時点で年間150億円とも言われるが、こちらも明確に統計が取られているわけではなく実際の市場規模は不明である。
詐欺や取引に纏わるトラブル
オークション詐欺と同様、様々な手法で詐欺的な行為が行われる場合がある。当初は個人ユーザー間取引での詐欺行為が目立ったが、現状では詐欺を専門に行うRMT業者が存在する。そのような業者の特徴として、「小口取引には理由を付けて応じない」「ウェブマネー専門での取引を行う」「日本語がおかしい」といった事が散見される。特に多いのはX（旧Twitter）で行われる「先送り詐欺」である。アカウント情報を送る前にPaypayやAmazonギフト券などの電子マネーで支払いを行わせ、支払い確認後アカウント情報を送信せずにブロックするという手法である。こういった詐欺行為を回避するため、X上での取引実績が多い比較的信頼できる人に第三者として介入してもらうする「仲介」やエスクロー方式を導入しているゲームアカウント売買サイトを利用するなどがある。しかし詐欺を確実に防ぐ方法は存在せず、一番確実な対処法は「RMTを行わない」に尽きる。どうしても行う場合はRMT業者を評価するサイトや口コミ等から判断を行うしかない。
詐欺ではなくとも金額を振り込んだにも関わらず、ゲーム内マネーが全額支払われない、遅延するといったことも主に海外業者によく見られる。これらは取引方法をよく理解していないユーザー､注文を受けてから仕入れるといった記載の見落とし等､ユーザー側の落ち度である場合もあるが、当初より存在しない在庫を存在しているように見せかけ、資金を得てから仕入れに動いている場合もあり、業者を利用する場合には業者の傾向や在庫状況の確認を行うこと、またRMT業者を評価しているサイト等での確認が必須とされる。
個人間、業者間問わずRMT取引を行った際、ゲームの運営チームより警告が行われたりゲーム内マネーやアイテムの没収、一定期間のアカウント凍結や最悪はアカウントBANという状況に至ることもある。個人ユーザー間での取引については比較的リスクが低いと考えられるが、業者間取引を利用した場合、アイテムの移動ログなどから業者のアカウントを含め、買い手ユーザーまで一括で処罰が行われる可能性が高い。これらは利用規約違反として対応が行われるため、ゲーム内マネーの没収やアカウントが停止されたとしても補填などは存在しない。